# Fokke Jacobs de Zee
Fokke Jacobs de Zee (Oldeboorn, 25 april 1874 – Groningen, 25 augustus 1950) was een Nederlandse burgemeester en een friestalige dichter.

## Leven en werk
De Zee werd in 1874 in het Friese Oldeboorn geboren als zoon van de veehouder (tevens wethouder van Utingeradeel) Jacob Fokkes de Zee en Gatske Hylkes van der Ende. Na zijn middelbareschoolopleiding koos hij voor een ambtelijke loopbaan. Hij was achtereenvolgens werkzaam op de gemeentesecretarie in Oldeboorn, Beetsterzwaag en Leeuwarden. Daarna was hij tien jaar - van 1900 tot 1910 - gemeentesecretaris van Rauwerderhem. Hij werkte vervolgens als belastingcontroleur in Zaandam en in Groningen. In die laatste plaats werd hij in 1916 benoemd tot gemeenteontvanger. In 1921 kreeg zijn loopbaan een nieuwe wending door zijn benoeming tot burgemeester van Veendam. Deze functie vervulde hij bijna 18 jaar tot zijn pensionering in 1939. Tijdens zijn burgemeesterschap spande hij zich in voor het behoud van de spoorverbinding met Veendam (de Noordoosterlocaalspoorweg-Maatschappij), ook was hij medeoprichter van de voorloper van het Veenkoloniaal Museum. Hij was bestuurlijk actief in diverse sociale en culturele organisaties in Veendam.
Naast zijn werk publiceerde De Zee diverse artikelen op regionaal en historisch terrein. Ook publiceerde hij enkele werken - waaronder enkele dichtbundels - in zijn moedertaal, het Fries.
De Zee trouwde op 26 november 1903 in Weststellingwerf met Maria Kisjes. Hij overleed in 1950, een half jaar na zijn vrouw, op 76-jarige leeftijd in zijn woonplaats Groningen. Hij werd begraven in Wolvega.
In Veendam is de F.J. de Zeestraat naar hem genoemd.